# ЖС серија 444
ЖС серија 444 је модернизована монофазна електрична локомотива за вучу путничких и теретних возова по равничарским и брдским пругама, која се налазе у експлоатацији у Железницама Србије, у поседу Србија карга. Експлоатација електричних локомотива 444 на пругама Србије почела је на лето 2004. године. 
Конструктор овог типа је АСЕА из Шведске, а лиценцу за производњу ових локомотива преузела је загребачка фабрика "Раде Кончар" 1970. године у сарадњи са "МИН-ом" из Ниша.
- Ова електрична локомотива има популаран назив "Северина“.

## Историја
Током 2001. године одлучило се да се изврши реализацији зајма за осавремењавање локомотиве 441, што је на крају довело до настанка серије локомотива 444.
Извршена је тиристоризација и модификација 30 локомотива серије 441. Ове локомотиве су опремљене тиристорским исправљањем струје и тиристорским управљањем, док у машинском делу није било знатних измена, углавном су задржани стари елементи и склопови.
Прва локомотива која је тиристоризована и осавремењена била је локомотива 441 - 077, а пуштена је у саобраћај на лето 2004. године, под бројем 444-001, док је последња пуштена у саобраћај у јануару 2007. под бројем 444-030. Овај посао су обавиле фирме "Раде Кончар" из Загреба и "МИН" из Ниша. 
|  |  |  |
|  |  |  |

## Технички подаци
| Параметер                                            | Подаци       |
| ---------------------------------------------------- | ------------ |
| Профил према                                         | UIC 505-1    |
| Распоред осовина                                     | Bo’ Bo’      |
| Ширина колосека                                      | 1.435        |
| Дужина преко одбојника                               | 15.470       |
| Највећа висина (са спуштеним пантографом)            | 4.650        |
| Размак осовина у постољу                             | 2.700        |
| Размак постоља                                       | 7.700        |
| Укупна маса локомотива                               | 78 т ±2%     |
| Осовински притисак                                   | 19,5 ±2%     |
| Пречник новог точка                                  | 1.250        |
| Мининимални пречник истрошеног точка                 | 1.140        |
| Максимална брзина                                    | 120          |
| Преносни однос осовинског преносника                 | 1 : 3,65     |
| Трајна снага                                         | 3.860 kW     |
| Максимална вучна сила                                | 276 kN       |
| Једночасовна вучна сила                              | 188 kN       |
| Трајна вучна сила                                    | 175 kN       |
| Снага за електрично грејање                          | 800 kVA      |
| Напон контактне мреже                                | 25 kV        |
| Максимални напон контактне мреже                     | 28 kV        |
| Минимални напон контактне мреже                      | 19 kV        |
| Краткотрајни дозвољени најнижи напон контактне мреже | 17,5 kV      |
| Највећа висина контактног вода                       | 6.500        |
| Најмања висина контактног вода                       | 5.000        |
| Температурно подручје рада локомотиве                | -25 - + 40°C |

## Возни парк
| Оригинални број серије 441 | Број додељен након модернизовања |
| -------------------------- | -------------------------------- |
| 441-077                    | 444-001                          |
| 441-322                    | 444-002                          |
| 441-068                    | 444-003                          |
| 441-525                    | 444-004                          |
| 441-424                    | 444-005                          |
| 441-088                    | 444-006                          |
| 441-326                    | 444-007                          |
| 441-064                    | 444-008                          |
| 441-078                    | 444-009                          |
| 441-313                    | 444-010                          |
| 441-317                    | 444-011                          |
| 441-087                    | 444-012                          |
| 441-413                    | 444-013                          |
| 441-062                    | 444-014                          |
| 441-311                    | 444-015                          |
| 441-060                    | 444-016                          |
| 441-314                    | 444-017                          |
| 441-319                    | 444-018                          |
| 441-421                    | 444-019                          |
| 441-530                    | 444-020                          |
| 441-043                    | 444-021                          |
| 441-419                    | 444-022                          |
| 441-310                    | 444-023                          |
| 441-412                    | 444-024                          |
| 441-523                    | 444-025                          |
| 441-415                    | 444-026                          |
| 441-010                    | 444-027                          |
| 441-532                    | 444-028                          |
| 441-324                    | 444-029                          |
| 441-011                    | 444-030                          |